# Julio Rey
Julio Rey, född den 13 januari 1972, är en spansk friidrottare som tävlar i maraton.
Rey deltog vid VM 1999 på 10 000 meter och var där i final och slutade på en åttonde plats. Efter det har han mest tävlar i maraton vid större mästerskap. Han blev 37:a vid VM 2001 i Edmonton.
Hans första mästerskapsmedalj erhöll han vid EM 2002 då han slutade på en bronsplats. Vid VM 2003 blev han silvermedaljör efter Jaouad Gharib. Han deltog även vid Olympiska sommarspelen 2004 där han slutade på en 58:e plats. Vid VM 2005 blev han åtta och vid EM 2006 slutade han på en tredje plats.
1999 stängdes han av två år för dopingbrott efter maratontävlingen i Rotterdam.